# Monte Agepsta
El monte Agepsta (en abjaso: Аҕьаҧсҭа, Agh'aphstha, en georgiano: აგეფსთა, en ruso: Агепста) es un pico de los Montes de Gagra en Georgia. Se eleva entre 3.220 y 3.260 metros sobre el nivel del mar. Las faldas del Agepsta, hasta los 1.700-1.800 metros, están cubiertas de abetos del Cáucaso y árboles de la familia de la encina y el roble, formando bosques. Por encima, está cubierto por matorral alpino, y en las cercanías de las cumbres se pueden encontrar pequeños glaciares. El origen del topónimo Ageptsta parece provenir del abjaso «Garganta Age» (ущелье Are). Según otra teoría, el origen del topónimo es el de «garganta de la costa» en abjasio.